# Campionati europei di atletica leggera paralimpica 2012
Il III Campionato europeo di atletica leggera paralimpica si è disputato ad Stadskanaal, nei Paesi Bassi, dal 23 al 28 giugno 2012. 

## Nazioni partecipanti
- Austria
- Azerbaigian
- Belgio
- Bielorussia
- Bosnia ed Erzegovina
- Bulgaria
- Rep. Ceca
- Cipro
- Croazia
- Danimarca
- Estonia
- Finlandia
- Francia

- Germania
- Grecia
- Irlanda
- Islanda
- Italia
- Lettonia
- Lituania
- Montenegro
- Norvegia
- Paesi Bassi
- Polonia
- Portogallo
- Regno Unito

- Romania
- Russia
- San Marino
- Serbia
- Slovacchia
- Slovenia
- Spagna
- Svizzera
- Svezia
- Turchia
- Ucraina
- Ungheria

## Calendario
| ● | Cerimonia di apertura |  | Gare | ● | Cerimonia di chiusura |

| Data →                 | Data →    | 23 | 24                          | 25                  | 26                    | 27                                  | 28              |
| ---------------------- | --------- | -- | --------------------------- | ------------------- | --------------------- | ----------------------------------- | --------------- |
| 100 m                  | Uomini    |    | T11 T12 T35 T36 T42         | T34 T37 T54 T13 T46 | T51/53 T44 T38        |                                     |                 |
| 100 m                  | Donne     |    | T11 T12                     | T34/52/53           | T42 T44 T46           | T13 T35 T36 T37 T38 T54             |                 |
| 200 m                  | Uomini    |    |                             | T44                 |                       | T46 T53 T36 T37 T38 T42 T11 T34 T35 | T12 T13         |
| 200 m                  | Donne     |    | T34                         | T53 T35 T36 T44 T46 | T37 T34/52/53 T11 T12 |                                     |                 |
| 400 m                  | Uomini    |    |                             | T38                 | T46 T54               | T12 T44                             | T36 T53         |
| 400 m                  | Donne     |    | T46 T13                     | T37 T53 T54         | T12                   | T44                                 |                 |
| 800 m                  | Uomini    |    |                             | T53 T46             | T12 T36               | T54                                 | T13             |
| 800 m                  | Donne     |    |                             |                     | T12 T53 T54           |                                     |                 |
| 1.500 m                | Uomini    |    |                             |                     | T54 T11 T20 T37       | T13 T46                             | T54             |
| 1.500 m                | Donne     |    |                             |                     |                       |                                     | T12 T20 T54     |
| 5.000 m                | Uomini    |    |                             |                     |                       |                                     | T11 T12         |
| 4×100 m                | Uomini    |    |                             |                     |                       |                                     | T11-T13         |
| 4×100 m                | Donne     |    |                             |                     |                       |                                     | T35-T38         |
| Salto in lungo         | Uomini    |    | F37/38                      | F36                 | F11                   | F20 F13                             | F42/44          |
| Salto in lungo         | Donne     |    | F13                         | F20 F11 F12         | F37 F38               | F42/44/46                           |                 |
| Salto triplo           | Uomini    |    | F46                         |                     |                       |                                     | F11 F12         |
| Getto del peso         | Uomini    |    | F20 F54                     | F55 F37 F38 F11     | F32/33/34 F52/53      | F56/57/58                           | F40 F46 F42 F44 |
| Getto del peso         | Donne     |    | F37                         | F35/36 F57/58       | F20                   | F40/42/44 F11/12                    | F34             |
| Lancio del disco       | Uomini    |    | F51/53/53 F11 F37/38 F57/58 |                     | F40/44 F42            | F54 F55 F35/36 F55                  | F32/33/34       |
| Lancio del disco       | Donne     |    |                             | F51/52/53           | F35/36                | F37 F57/58                          | F32/33 F11/12   |
| Lancio del giavellotto | Uomini    |    | F12/13 F44                  | F33/34/52/53        | F54 F55/56            | F40 F42                             | F57/58          |
| Lancio del giavellotto | Donne     |    | F57/58                      | F12/13 + F37/38     |                       | F52/53/33/34                        | F46 F54/55/56   |
| Lancio della clava     | Uomini    |    |                             | F32 F51             |                       |                                     |                 |
| Lancio della clava     | Donne     |    | F31/32/51                   |                     |                       |                                     |                 |
| Cerimonie              | Cerimonie | ●  |                             |                     |                       |                                     | ●               |

## Categorie
La classe sportiva nell'atletica leggera paralimpica si identifica con un prefisso e con un numero. I prefissi utilizzati sono:
- F = prove effettuate su campo (field, campo);
- T = prove effettuate su pista (track, pista);
- P = pentathlon;

Mentre i numeri identificativi delle categorie sono:
- 11-13 – atleti ipovedenti e non vedenti; gli atleti delle categorie 11 e 12 gareggiano con una guida;
- 20 – atleti con disabilità intellettiva;
- Atleti gareggianti su sedia a rotelle:
  - 31-34 – atleti con paralisi cerebrale o con altre condizioni che limitano la coordinazione degli arti e/o l'uso dei muscoli;
  - 51-58 – atleti con lesioni alla spina dorsale, amputazioni, handicap muscolo-scheletrici, malformazioni congenite, lesioni nervose;
- Atleti deambulanti gareggianti in posizione eretta:
  - 35-38 – atleti con paralisi cerebrale o con altre condizioni che limitano la coordinazione degli arti e/o l'uso dei muscoli.
  - 40-46 – atleti con amputazioni, lesioni spinali, handicap muscolo-scheletrici, malformazioni congenite, lesioni nervose;

## Risultati
I risultati del campionato sono stati:

### Uomini

#### Corse
| Specialità | Categoria | Oro                                                                                       | Prestazione | Argento                                                                                        | Prestazione | Bronzo | Prestazione   |
| Corse piane |           |                                                                                           |             |                                                                                                |             | |               |
| 100 m | T11       | Elchin Muradov                                                                            | 11"49       | Firmino Baptista                                                                               | 11"71       | Martin Parejo Maza | 12"22         |
| 100 m | T12       | Mateusz Michalski                                                                         | 10"85       | Fëdor Trikolič                                                                                 | 10"95       | Jerzy Wierzbicki | 11"49         |
| 100 m | T13       | Joan Munar Martinez                                                                       | 11"15       | Phillipp Handler                                                                               | 11"19       | Radoslav Zlatanov | 11"20         |
| 100 m | T34       | Stefan Rusch                                                                              | 17"41       | Henk Schuiling                                                                                 | 17"62       | Bart Pijs | 18"12         |
| 100 m | T35       | Ivan Otleykin                                                                             | 13"89       | Andrey Antipov                                                                                 | 13"97       | Iurii Tsaruk | 14"02         |
| 100 m | T36       | Evgenii Shvetcov                                                                          | 12"16       | Roman Pavlyk                                                                                   | 12"44       | Graeme Ballard | 12"49         |
| 100 m | T37       | Roman Kapranov                                                                            | 11"93       | Jelmar Bos                                                                                     | 12"15       | Alexandr Lyashchenko | 12"29         |
| 100 m | T38       | Mykyta Senyk                                                                              | 11"47       | Lorenzo Albaladejo Martinez                                                                    | 11"84       | Patrik Wurm | 11"98         |
| 100 m | T42       | Heinrich Popow                                                                            | 12"66       | Daniel Jorgensen                                                                               | 12"81       | Richard Whitehead | 13"07         |
| 100 m | T44       | Markus Rehm                                                                               | 11"70       | Christoph Bausch                                                                               | 11"85       | Riccardo Scendoni | 11"86         |
| 100 m | T45 - T46 | Yury Nosulenko (T46)                                                                      | 11"32       | Antonis Aresti (T46)                                                                           | 11"36       | Andrej Ekholm (T45) | 11"57         |
| 100 m | T54       | Leo-Pekka Tähti                                                                           | 14"21       | Kenny van Weeghel                                                                              | 14"47       | Marc Schuh | 14"95         |
| 200 m | T12       | Luis Goncalves                                                                            | 22"67       | Fëdor Trikolič                                                                                 | 22"68       | Gerard Descarrega Puigdevall                                                                                            | 23"86         |
| 200 m | T13       | Joan Munar Martinez                                                                       | 22"96       | Radoslav Zlatanov                                                                              | 23"33       | Philipp Handler | 23"75         |
| 200 m | T34       | Stefan Rusch                                                                              | 31"87       | Henk Schuiling                                                                                 | 32"87       | Bart Pijs | 33"77         |
| 200 m | T35       | Iurii Tsaruk                                                                              | 27"32       | Ivan Otleykin                                                                                  | 28"33       | Kevin De Loght | 28"47         |
| 200 m | T36       | Roman Pavlyk                                                                              | 24"98       | Graeme Ballard                                                                                 | 25"19       | Ben Rushgrove | 25"25         |
| 200 m | T37       | Gocha Khugaev                                                                             | 23"54       | Roman Kapranov                                                                                 | 24"09       | Alexandr Lyashchenko | 24"40         |
| 200 m | T38       | Mykyta Senyk                                                                              | 23"61       | Lorenzo Albaladejo Martinez                                                                    | 24"30       | Andriy Onufriyenko | 24"54         |
| 200 m | T42       | Richard Whitehead                                                                         | 24"93       | Daniel Jorgensen                                                                               | 26"73       | Non assegnato | Non assegnato |
| 200 m | T44       | Riccardo Scendoni                                                                         | 24"07       | David Behre                                                                                    | 24"44       | Ivan Prokopyev | 24"95         |
| 200 m | T46       | Antonis Aresti                                                                            | 22"58       | Yury Nosulenko                                                                                 | 22"85       | Samuele Gobbi | 23"68         |
| 200 m | T53       | Edison Kasumaj                                                                            | 29"70       | Sergey Shilov                                                                                  | 29"80       | Non assegnato | Non assegnato |
| 400 m | T12       | Luis Goncalves                                                                            | 50"83       | Semih Deniz                                                                                    | 52"77       | Rodolfo Alves | 53"62         |
| 400 m | T36       | Evgenii Shvetcov                                                                          | 54"93       | Paul Blake                                                                                     | 55"30       | Artem Arefyev | 56"77         |
| 400 m | T38       | Roman Kapranov                                                                            | 54"33       | Andriy Onufriyenko                                                                             | 54"83       | Aliaksandr Pankou | 57"61         |
| 400 m | T46       | Antonis Aresti                                                                            | 50"55       | Alexey Kotlov                                                                                  | 51"42       | Samuele Gobbi | 51"94         |
| 400 m | T53       | Roger Puigbo Verdaguer                                                                    | 54"91       | Sergey Shilov                                                                                  | 55"50       | Edison Kasumaj | 57"13         |
| 400 m | T54       | Kenny van Weeghel                                                                         | 48"84       | Leo Pekka Tahti                                                                                | 49"44       | Alexey Bychenok | 50"58         |
| 800 m | T12       | Egor Sharov                                                                               | 1'56"36     | Ignacio Avila                                                                                  | 1'56"66     | Mehmet Nesim Öner | 1'57"52       |
| 800 m | T13       | Lukasz Wietecki                                                                           | 1'57"94     | Alexey Akhtyamov                                                                               | 1'58"09     | Oguz Akbulut | 2'00"70       |
| 800 m | T36       | Evgenii Shvetcov                                                                          | 2'05"05     | Artem Arefyev                                                                                  | 2'06"19     | Paul Blake | 2'06"81       |
| 800 m | T46       | Alexey Kotlov                                                                             | 1'59"97     | Abderrahman Ait Khamouch                                                                       | 2'00"49     | Wojciech Golaski | 2'00"49       |
| 800 m | T53       | Roger Puigbo Verdaguer                                                                    | 1'52"41     | Sergey Shilov                                                                                  | 1'55"35     | Edison Kasumaj | 2'01"35       |
| 800 m | T54       | Alexey Bychenok                                                                           | 1'46"66     | Ivan Goncharov                                                                                 | 1'56"09     | Non assegnato | Non assegnato |
| 1.500 m | T11       | Mikael Andersen                                                                           | 4'19"05     | Nuno Alves                                                                                     | 4'21"66     | Carlos Amaral Ferreira                                                                                                  | 4'31"60       |
| 1.500 m | T13       | Egor Sharov                                                                               | 3'58"24     | Alexey Akhtyamov                                                                               | 3'58"47     | Lukasz Wietecki | 3'59"39       |
| 1.500 m | T20       | Rafal Korc                                                                                | 4'01"10     | Andriy Goliney                                                                                 | 4'01"42     | Viacheslav Khrustalev                                                                                                   | 4'01"77       |
| 1.500 m | T46       | Abderrahman Ait Khamouch                                                                  | 4'09"88     | Cahit Kilicaslan                                                                               | 4'10"23     | Davide Dalla Palma | 4'10"63       |
| 1.500 m | T54       | Tomasz Hamerlak                                                                           | 3'25"08     | Alexey Bychenok                                                                                | 3'29"40     | Ivan Goncharov | 3'29"45       |
| 5.000 m | T11       | Ricardo de Pedraza Losa                                                                   | 16'43"03    | Mikael Andersen                                                                                | 16'43"21    | Igor Khavlin | 16'55"77      |
| 5.000 m | T12       | Alberto Suarez Laso                                                                       | 15'23"60    | Abel Avila                                                                                     | 16'15"25    | Gabriel Macchi | 16'22"31      |
| 5.000 m | T54       | Tomasz Hamerlak                                                                           | 12'14"24    | Roger Puigbo Verdaguer                                                                         | 12'15"81    | Ebbe Blichfeldt | 12'17"51      |
| Staffette |           |                                                                                           |             |                                                                                                |             | |               |
| 4×100 m | T11 - T13 | Azerbaigian Elchin Muradov (T11) Rza Osmanov (T12) Oleg Panyutin (T12) Yuriy Gornak (T13) | 44"35       | Portogallo Firmino Baptista (T11) Luis Goncalves (T12) Rodolfo Alves (T12) Gabriel Potra (T12) | 44"89       | Spagna Daniel Ayora Estevan (T12) Joan Munar Martinez (T13) Martin Parejo Maza (T11) Gerard Desgarrega Puigdevall (T12) | 45"89         |
| record mondiale; record mondiale stagionale; record europeo; record europeo stagionale; record dei campionati; record nazionale; record personale; record personale stagionale. |           |                                                                                           |             |                                                                                                |             | |               |

#### Concorsi
| Specialità | Categoria             | Oro                                     | Prestazione    | Argento                           | Prestazione    | Bronzo                        | Prestazione    |
| Salti |                       |                                         |                |                                   |                |                               |                |
| Salto in lungo | F11                   | Rickard Straht                          | 5,97 m         | Ruslan Katyshev                   | 5,85 m         | Denis Gulin                   | 5,78 m         |
| Salto in lungo | F13                   | Ihar Fartunau                           | 6,67 m         | Radoslav Zlatanov                 | 6,55 m         | Zulfikar Sure                 | 5,86 m         |
| Salto in lungo | F20                   | Jose Antonio Exposito Pineiro           | 7,25 m         | Zoran Talic                       | 7,02 m         | Lenine Cunha                  | 6,58 m         |
| Salto in lungo | F36                   | Mariusz Sobczak                         | 5,41 m         | Roman Pavlyk                      | 5,22 m         | Marcin Mielczarek             | 4,96 m         |
| Salto in lungo | F37 - F38             | Gocha Khugaev (F37)                     | 6,14 m 1008 p. | Andriy Onufriyenko (F38)          | 5,79 m 931 p.  | Vladislav Barinov (F37)       | 5,62 m 924 p.  |
| Salto in lungo | F42 - F44             | Markus Rehm (F44)                       | 6,78 m 942 p.  | Daniel Jorgensen (F42)            | 5,87 m 925 p.  | Heinrich Popow (F42)          | 5,77 m 908 p.  |
| Salto in lungo | F46                   | Florin Marius Cojoc                     | 6,18 m         | David Bravo                       | 6,13 m         | Aliaksandr Subota             | 6,09 m         |
| Salto triplo | F11                   | Denis Gulin                             | 13,20 m        | Non assegnato                     | Non assegnato  | Non assegnato                 | Non assegnato  |
| Salto triplo | F12                   | Vladimir Zayets                         | 15,08 m        | Siarhei Burdukou                  | 13,86 m        | Ivan Kysenko                  | 13,83 m        |
| Salto triplo | F46                   | Aliaksandr Subota                       | 13,33 m        | Antonio Andujar Arroyo            | 13,04 m        | Non assegnato                 | Non assegnato  |
| Lanci |                       |                                         |                |                                   |                |                               |                |
| Getto del peso | F11                   | Vasyl Lishchynskyi                      | 13,49 m        | Bil Marinkovic                    | 12,01 m        | Miroslaw Madzia               | 11,81 m        |
| Getto del peso | F12                   | Andrii Holivets                         | 15,72 m        | Vladimir Andryushchenko           | 14,75 m        | Kim Lopez Gonzalez            | 13,90 m        |
| Getto del peso | F20                   | Jeffrey Ige                             | 13,50 m        | Efstratios Nikolaidis             | 13,01v         | Kostas Dibidis                | 12,53 m        |
| Getto del peso | F32 - F33 - F34       | Alexander El'Min (F34)                  | 10,87 m 979 p. | Darko Majdandzic (F34)            | 9,58 m 782 p.  | Maciej Sochal (F32)           | 7,25 m 719 p.  |
| Getto del peso | F37                   | Mindaugas Bilius                        | 14,24 m        | Mykola Zhabnyak                   | 13,89 m        | Aleksei Lesnykh               | 13,75 m        |
| Getto del peso | F38                   | Oleksandr Doroshenko                    | 15,12 m        | Thomas Loosch                     | 13,02 m        | Dusan Grezl                   | 13,00 m        |
| Getto del peso | F40                   | Paschalis Stathelakos                   | 13,01 m        | Alexandros Michail Konstantinidis | 11,51 m        | Non assegnato                 | Non assegnato  |
| Getto del peso | F42                   | Frank Tinnemeier                        | 13,26 m        | Mladen Tomic                      | 12,65 m        | David Jonsson                 | 11,21 m        |
| Getto del peso | F44                   | Jackie Christiansen                     | 17,83 m        | Adrian Matusil                    | 15,96 m        | Alexander Filatov             | 15,02 m        |
| Getto del peso | F46                   | Dmytro Ibragimov                        | 15,46 m        | Tomasz Rebisz                     | 14,42 m        | Nikita Prokhorov              | 14,27 m        |
| Getto del peso | F52 - F53             | Che Jon Fernandes (F53)                 | 7,82 m 785 p.  | Dmytro Balashev (F53)             | 7,80 m 781 p.  | Adrian Matusik (F53)          | 7,02 m 605 p.  |
| Getto del peso | F54                   | Drazenko Mitrovic                       | 8,90 m         | Georg Tischler                    | 8,89 m         | Manolis Stefanoudakis         | 8,37 m         |
| Getto del peso | F55                   | Ruzhdi Ruzhdi                           | 10,97 m        | Ulrich Iser                       | 10,78 m        | Karol Kozum                   | 10,70 m        |
| Getto del peso | F56 - F57 - F58       | Alexey Ashapatov (F58)                  | 15,87 m 971 p. | Janusz Rokicki (F58)              | 15,17 m 929 p. | Krzysztof Smorszczewski (F56) | 12,11 m 926 p. |
| Lancio del disco | F11                   | Vasyl Lishchynskyi                      | 37,36 m        | Bil Marinkovic                    | 33,03 m        | Miroslaw Madzia               | 30,70 m        |
| Lancio del disco | F32 - F33 - F34       | Frantisek Serbus (F32)                  | 20,41 m 987 p. | Alexander El'min (F34)            | 38,24 m 906 p. | Slaven Hudina (F32)           | 18,05 m 851 p. |
| Lancio del disco | F35 - F36             | Pawel Piotrowski (F36)                  | 38,13 m 991 p. | Sebastian Ernst Klaus Dietz (F36) | 37,32 m 970 p. | Albin Vidović (F36)           | 35,87 m 931 p. |
| Lancio del disco | F37 - F38             | Mindaugas Bilius (F37)                  | 46,05 m 944 p. | Mykola Zhabnyak (F37)             | 44,59 m 927 p. | Oleksandr Doroshenko (F38) ]  | 40,57 m 919 p. |
| Lancio del disco | F40 - F44             | Alexandros Michail Konstantinidis (F40) | 36,08 m 897 p. | Paschalis Stathelakos (F44)       | 35,89 m 891 p. | Adrain Matusik (F44)          | 51,52 m 849 p. |
| Lancio del disco | F42                   | Dechko Ovcharov                         | 40,08 m        | Marinos Fylachtos                 | 39,77 m        | Mohammad Al-Joburi            | 38,83 m        |
| Lancio del disco | F51 - F52 - F53       | Miroslav Matic (F51)                    | 9,33 m 585 p.  | Joze Flere (F51)                  | 7,84 m 373 p.  | Ales Kisy (F53)               | 16,08 m 281 p. |
| Lancio del disco | F54                   | Drazenko Mitrovic                       | 30,95 m        | Alexey Kuznetsov                  | 29,45 m        | Jovica Brkic                  | 27,08 m        |
| Lancio del disco | F55                   | Mustafa Yuseinov                        | 36,00 m        | Slobodan Miletić                  | 31,89 m        | Ruzhdi Ruzhdi                 | 30,28 m        |
| Lancio del disco | F57 - F58             | Derek Derenalagi (F57)                  | 41,41 m 826 p. | Alexey Ashapatov (F58)            | 46,85 m 795 p. | Jaroslav Petrous (F58)        | 45,94 m 773 p. |
| Lancio del giavellotto | F12 - F13             | Milos Grlica (F12)                      | 55,81 m 927 p. | Miroslaw Pych (F12)               | 50,79 m 834 p. | Branimir Budetic (F12)        | 49,75 m 813 p. |
| Lancio del giavellotto | F33 - F34 - F52 - F53 | Georgios Karaminas (F52)                | 14,31 m 661 p. | Raymond O'Dwyer (F34)             | 17,77 m 582 p. | Gerasimos Vryonis (F53)       | 15,63 m 547 p. |
| Lancio del giavellotto | F40                   | Mathias Mester                          | 37,38 m        | Marek Margoc                      | 32,48 m        | Kyron Duke                    | 31,43 m        |
| Lancio del giavellotto | F42                   | Runar Steinstad                         | 47,94 m        | Helgi Sveinsson                   | 46,52 m        | Dechko Ovcharov               | 45,71 m        |
| Lancio del giavellotto | F44                   | Ronald Hertzog                          | 54,75 m        | Evgeny Gudkov                     | 48,83 m        | Maksym Solyankin              | 47,94 m        |
| Lancio del giavellotto | F54                   | Alexey Kuznetsov                        | 28,29 m        | Manolis Stefanoudakis             | 25,11 m        | Drazenko Mitrovic             | 24,72 m        |
| Lancio del giavellotto | F55 - F56             | Mustafa Yuseinov (F55)                  | 25,18 m 813 p. | Ruzhdi Ruzhdi (F55)               | 24,36 m 786 p. | Aleksi Kirjonen (F56)         | 28,03 m 756 p. |
| Lancio del giavellotto | F57 - F58             | Julius Hutka (F57)                      | 34,24 m 740 p. | Angim Dimitrios Ntomgkioni (F57)  | 34,03 m 733 p. | Jaroslav Petrous (F58)        | 36,95 m 723 p. |
| Lancio della clava | F32                   | Stephen Miller                          | 29,10 m        | Frantisek Serbus                  | 26,08 m        | Slaven Hudina                 | 24,84 m        |
| Lancio della clava | F51                   | Zeljko Dimitrijevic                     | 25,68 m        | Miroslav Matic                    | 20,72 m        | Non assegnato                 | Non assegnato  |
| record mondiale; record mondiale stagionale; record europeo; record europeo stagionale; record dei campionati; record nazionale; record personale; record personale stagionale. |                       |                                         |                |                                   |                |                               |                |

### Donne

#### Corse
| Specialità | Categoria       | Oro | Prestazione | Argento                                                                                              | Prestazione | Bronzo                  | Prestazione   |
| Corse piane |                 | |             | |             |                         |               |
| 100 m | T11             | Tracey Hinton                                                                                               | 13"22       | Paraskevi Kantza                                                                                     | 13"52       | Miroslavia Sedlackova   | 13"96         |
| 100 m | T12             | Libby Clegg                                                                                                 | 12"55       | Anna Kaniuk                                                                                          | 12"66       | Hanka Kolnikova         | 12"69         |
| 100 m | T13             | Olena Gliebova                                                                                              | 12"40       | Janne Sophie Engeleiter                                                                              | 13"67       | Anna Duzikowska         | 13"82         |
| 100 m | T34 - T52 - T53 | Amy Siemons (T34)                                                                                           | 19"39       | Desiree Vranken (T34)                                                                                | 20"56       | Non assegnato           | Non assegnato |
| 100 m | T35             | Oxana Corso                                                                                                 | 16"07       | Sophia Warner                                                                                        | 16"70       | Svitlana Mykytina       | 16"74         |
| 100 m | T36             | Elena Ivanova                                                                                               | 14"55       | Claudia Nicoleitzik                                                                                  | 14"85       | Aygyul Sakhibzadaeva    | 15"17         |
| 100 m | T37             | Maria Seifert                                                                                               | 14"21 =     | Mandy Francois-Elie                                                                                  | 14"22       | Katrina Hart            | 14"32         |
| 100 m | T38             | Margarita Goncharova                                                                                        | 13"70       | Tamira Slaby                                                                                         | 14"01       | Olivia Breen            | 14"10         |
| 100 m | T42             | Martina Caironi                                                                                             | 15"89       | Annette Roozen                                                                                       | 16"67       | Ewa Zielinska           | 17"25         |
| 100 m | T44             | Marlou van Rhijn                                                                                            | 13"62       | Suzan Verduijn                                                                                       | 14"53       | Iris Pruyseb            | 15"21         |
| 100 m | T46             | Nikol Rodomakina                                                                                            | 12"51       | Elena Chistilina                                                                                     | 13"18       | Sally Brown             | 13"61         |
| 100 m | T54             | Amanda Kotaja                                                                                               | 17"07       | Yvonne Sehmisch                                                                                      | 18"10       | Zubeyde Supurgeci       | 18"38         |
| 200 m | T11             | Tracey Hinton                                                                                               | 27"31       | Miroslava Sedlackova                                                                                 | 28"12       | Paraskevi Kantza        | 28"86         |
| 200 m | T12             | Libby Clegg                                                                                                 | 25"47       | Hanka Kolnikova                                                                                      | 26"08       | Volha Zinkevich         | 26"83         |
| 200 m | T34/52/53       | Hamide Kurt                                                                                                 | 34"96       | Amy Siemons                                                                                          | 35"92       | Non assegnato           | Non assegnato |
| 200 m | T35             | Oxana Corso                                                                                                 | 33"72       | Svitlana Mykytina                                                                                    | 35"14       | Sophia Warner           | 35"91         |
| 200 m | T36             | Elena Ivanova                                                                                               | 30"61       | Claudia Nicoleitzik                                                                                  | 31"62       | Aygyul Sakhibzadaeva    | 35"49         |
| 200 m | T37             | Maria Seifert                                                                                               | 29"94       | Jenny McLoughlin                                                                                     | 30"10       | Katrina Hart            | 30"20         |
| 200 m | T38             | Margarita Goncharova                                                                                        | 28"39       | Tamira Slaby                                                                                         | 29"03       | Olivia Breen            | 29"07         |
| 200 m | T44             | Marlou van Rhijn                                                                                            | 26"98       | Suzan Verduijn                                                                                       | 29"91       | Iris Pruysen            | 30"96         |
| 200 m | T46             | Nikol Rodomakina                                                                                            | 25"88       | Elena Chistilina                                                                                     | 27"20       | Sally Brown             | 27"42         |
| 400 m | T12             | Svetlana Makeeva                                                                                            | 1'00"40     | Miroslava Sedlackova                                                                                 | 1'02"72     | Veronika Zotova         | 1'03"15       |
| 400 m | T13             | Alexandra Dimoglou                                                                                          | 58"47       | Olena Gliebova                                                                                       | 59"22       | Anna Duzikowska         | 1'03"74       |
| 400 m | T37             | Maryna Snisar                                                                                               | 1'07"90     | Evgeniya Trushnikova                                                                                 | 1'08"35     | Anastasiya Ovsyannikova | 1'09"93       |
| 400 m | T54             | Amanda Kotaja                                                                                               | 1'01"26     | Gunilla Wallengren                                                                                   | 1'02"45     | Alexandra Helbling      | 1'05"45       |
| 800 m | T54             | Patricia Keller                                                                                             | 2'07"67     | Alexandra Helbling                                                                                   | 2'08"46     | Gunilla Wallengren      | 2'08"76       |
| 1.500 m | T12             | Elena Pautova                                                                                               | 4'39"83     | Elena Congost                                                                                        | 4'44"34     | Annalisa Minetti        | 4'51"75       |
| 1.500 m | T20             | Barbara Niewiedzial                                                                                         | 4'23"37     | Arleta Meloch                                                                                        | 4'25"59     | Ilona Biacsi            | 4'27"27       |
| 1.500 m | T54             | Gunilla Wallengren                                                                                          | 4'10"26     | Alexandra Helbling                                                                                   | 4'10"60     | Amanda Kotaja           | 4'10"97       |
| Staffette |                 | |             | |             |                         |               |
| 4×100 m | T35 - T38       | Russia Anastasiya Ovsyannikova (T37) Svetlana Sergeeva (T37) Elena Ivanova (T36) Margarita Goncharova (T38) | 54"77       | Germania Maike Hausberger (T37) Maria Seifert (T37) Isabelle Foerder (T37) Claudia Nicoleitzik (T36) | 58"59       | Non assegnato           | Non assegnato |
| record mondiale; record mondiale stagionale; record europeo; record europeo stagionale; record dei campionati; record nazionale; record personale; record personale stagionale. |                 | |             | |             |                         |               |

#### Concorsi
| Specialità | Categoria             | Oro                        | Prestazione     | Argento                 | Prestazione    | Bronzo                        | Prestazione    |
| Salti |                       |                            |                 |                         |                |                               |                |
| Salto in lungo | F11                   | Pararskevi Kantza          | 4,13 m          | Viktoria Karlsson       | 4,08 m         | Ronja Oja                     | 3,83 m         |
| Salto in lungo | F12                   | Anna Kaniuk                | 5,83 m          | Volha Zinkevich         | 5,54 m         | Sara Martinez                 | 5,48 m         |
| Salto in lungo | F13                   | Anthi Karagianni           | 4,96 m          | Iulia Korunchak         | 4,89 m         | Non assegnato                 | Non assegnato  |
| Salto in lungo | F20                   | Karolina Kucharczyk        | 5,88 m          | Krestina Zhukova        | 5,44 m         | Mikela Ristoski               | 5,29 m         |
| Salto in lungo | F37                   | Marta Langner              | 4,27 m          | Maike Hausberger        | 4,03 m         | Matthildur Thorsteinsdottir   | 3,88 m         |
| Salto in lungo | F38                   | Inna Stryzhak              | 4,96 m          | Margarita Goncharova    | 4,72 m         | Ramune Adomaitiene            | 4,63 m         |
| Salto in lungo | F42/44/46             | Suzan Verduijn             | 4,81 m 966 p.   | Nikol Rodomakina        | 5,47 m 956 p.  | Martina Caironi               | 3,82 m 944 p.  |
| Lanci |                       |                            |                 |                         |                |                               |                |
| Getto del peso | F11 - F12             | Marta Prokofyeva (F12)     | 12,56 m 975 p.  | Tamara Sivakova (F12)   | 12,30 m 961 p. | Orysia Ilchyna (F12)          | 11,30 m 895 p. |
| Getto del peso | F20                   | Svitlana Kudelya           | 12,60 m         | Ewa Durska              | 12,16 m        | Anastasiia Mysnyk             | 11,62 m        |
| Getto del peso | F32 -F33              | Tetyana Yakybchuk (F33)    | 5,69 m 786 p.   | Maria Stamatoula (F32)  | 4,97 m 716 p.  | Krisztina Kalman (F32)        | 3,27 m 313 p.  |
| Getto del peso | F34                   | Birgit Kober               | 10,06 m         | Frances Herrmann        | 7,08 m         | Marjaana Huovinen             | 7,00 m         |
| Getto del peso | F35 - F36             | Mariia Pomazan (F35)       | 11,34 m 1021 p. | Alla Malchyk (F36)      | 8,76 m 887 p.  | Renata Chilewska (F35)        | 9,61 m 881 p.  |
| Getto del peso | F37                   | Eva Berna                  | 10,24 m         | Beverley Jones          | 9,94 m         | Viktorya Yasevych             | 9,42 m         |
| Getto del peso | F40 - F42 - F44       | Daria Kabiesz (F40)        | 7,92 m 906 p.   | Annette Jelitte (F42)   | 8,76 m 827 p.  | Sanela Redzic (F42)           | 8,47 m 783 p.  |
| Getto del peso | F54 - F55 - F56       | Marianne Buggenhagen (F55) | 8,22 m 934 p.   | Irena Perminiene (F54)  | 6,35 m 912 p.  | Tatjana Majcen (F54)          | 6,30 m 904 p.  |
| Getto del peso | F57 - F58             | Stela Eneva (F58)          | 11,14 m 998 p.  | Larisa Volik (F57)      | 9,54 m 888 p.  | Non assegnato                 | Non assegnato  |
| Lancio del disco | F11 - F12             | Tamara Sivakova (F12)      | 36,90 m 852 p.  | Orysia Ilchyna (F12)    | 36,53 m 843 p. | Claire Williams (F12)         | 36,20 m 836 p. |
| Lancio del disco | F35 - F36             | Mariia Pomazan (F35)       | 28,88 m 1000 p. | Renata Chilewska (F35)  | 24,40 m 855 p. | Alla Malchyk (F36)            | 20,99 m 779 p. |
| Lancio del disco | F37                   | Viktorya Yasevych          | 28,04 m         | Beverley Jones          | 27,99 m        | Eva Berna                     | 24,71 m        |
| Lancio del disco | F51 - F52 - F53       | Catherine O'Neill (F51)    | 5,55 m 851 p.   | Svetlana Stetsyuk (F53) | 10,33 m 415 p. | Non assegnato                 | Non assegnato  |
| Lancio del disco | F57 - F58             | Orla Barry (F57)           | 29,65 m 966 p.  | Stela Eneva (F58)       | 36,29 m 919 p. | Larisa Volik (F57)            | 25,26 m 816 p. |
| Lancio del giavellotto | F12 - F13 - F37 - F38 | Tanja Dragic (F12)         | 37,85 m 998 p.  | Natalija Eder (F12)     | 37,41 m 993 p. | Anna Sorokina (F12)           | 34,88 m 960 p. |
| Lancio del giavellotto | F33 - F34 - F52 - F53 | Birgit Kober (F34)         | 20,97 m 1042 p. | Marjaana Huovinen (F34) | 19,46 m 970 p. | Marie Braemer-Skowronek (F34) | 19,30 m 962 p. |
| Lancio del giavellotto | F46                   | Nataliya Gudkova           | 38,46 m         | Hollie Arnold           | 35,54 m        | Laura Darimont                | 33,08 m        |
| Lancio del giavellotto | F54 - F55 - F56       | Martina Willing (F56)      | 23,21 m 978 p.  | Daniela Todorova (F55)  | 18,93 m 863 p. | Tatjana Majcen (F54)          | 13,83 m 831 p. |
| Lancio del giavellotto | F57 - F58             | Olga Sergienko (F57)       | 20,20 m 836 p.  | Larisa Volik (F57)      | 18,91 m 772 p. | Non assegnato                 | Non assegnato  |
| Lancio della clava | F31 - F32 - F51       | Maria Stamatoula (F32)     | 17,43 m         | Catherine O'Neill (F32) | 12,74 m        | Vendula Pisarikova (F32)      | 12,21 m        |
| record mondiale; record mondiale stagionale; record europeo; record europeo stagionale; record dei campionati; record nazionale; record personale; record personale stagionale. |                       |                            |                 |                         |                |                               |                |

## Medagliere
Legenda
     Paese ospitante
| Posizione | Paese                | Oro | Argento | Bronzo | Totale |
| --------- | -------------------- | --- | ------- | ------ | ------ |
| 1         | Russia               | 29  | 28      | 19     | 76     |
| 2         | Ucraina              | 17  | 14      | 10     | 41     |
| 3         | Germania             | 11  | 14      | 4      | 29     |
| 4         | Polonia              | 11  | 6       | 12     | 29     |
| 5         | Spagna               | 8   | 9       | 5      | 22     |
| 6         | Grecia               | 8   | 8       | 5      | 21     |
| 7         | Paesi Bassi          | 8   | 8       | 4      | 20     |
| 8         | Regno Unito          | 7   | 7       | 12     | 26     |
| 9         | Bulgaria             | 5   | 5       | 3      | 13     |
| 10        | Serbia               | 5   | 1       | 2      | 8      |
| 11        | Bielorussia          | 4   | 4       | 3      | 11     |
| 12        | Italia               | 4   | 0       | 6      | 10     |
| 13        | Finlandia            | 3   | 2       | 4      | 9      |
| 14        | Svezia               | 3   | 2       | 3      | 8      |
| 15        | Azerbaigian          | 3   | 0       | 0      | 3      |
| 16        | Svizzera             | 2   | 4       | 4      | 10     |
| 17        | Danimarca            | 2   | 4       | 1      | 7      |
| 18        | Rep. Ceca            | 2   | 3       | 8      | 13     |
| 19        | Portogallo           | 2   | 3       | 4      | 9      |
| 20        | Lituania             | 2   | 1       | 1      | 4      |
| 21        | Cipro                | 2   | 1       | 0      | 3      |
| 22        | Croazia              | 1   | 4       | 5      | 10     |
| 23        | El Salvador          | 1   | 3       | 2      | 6      |
| 24        | Turchia              | 1   | 2       | 4      | 7      |
| 25        | Irlanda              | 1   | 2       | 0      | 3      |
| 26        | Norvegia             | 1   | 0       | 0      | 1      |
| 26        | Romania              | 1   | 0       | 0      | 1      |
| 28        | Austria              | 0   | 4       | 0      | 4      |
| 29        | Islanda              | 0   | 1       | 2      | 3      |
| 29        | Slovacchia           | 0   | 1       | 2      | 3      |
| 31        | Francia              | 0   | 1       | 0      | 1      |
| 32        | Ungheria             | 0   | 0       | 2      | 2      |
| 33        | Belgio               | 0   | 0       | 1      | 1      |
| 33        | Bosnia ed Erzegovina | 0   | 0       | 1      | 1      |
| Totale    | Totale               | 144 | 142     | 129    | 415    |